# Lixophaga croesus
Lixophaga croesus är en tvåvingeart som först beskrevs av Townsend 1928.  Lixophaga croesus ingår i släktet Lixophaga och familjen parasitflugor.
Artens utbredningsområde är Peru. Inga underarter finns listade i Catalogue of Life.